# Dörfl (Graun im Vinschgau)

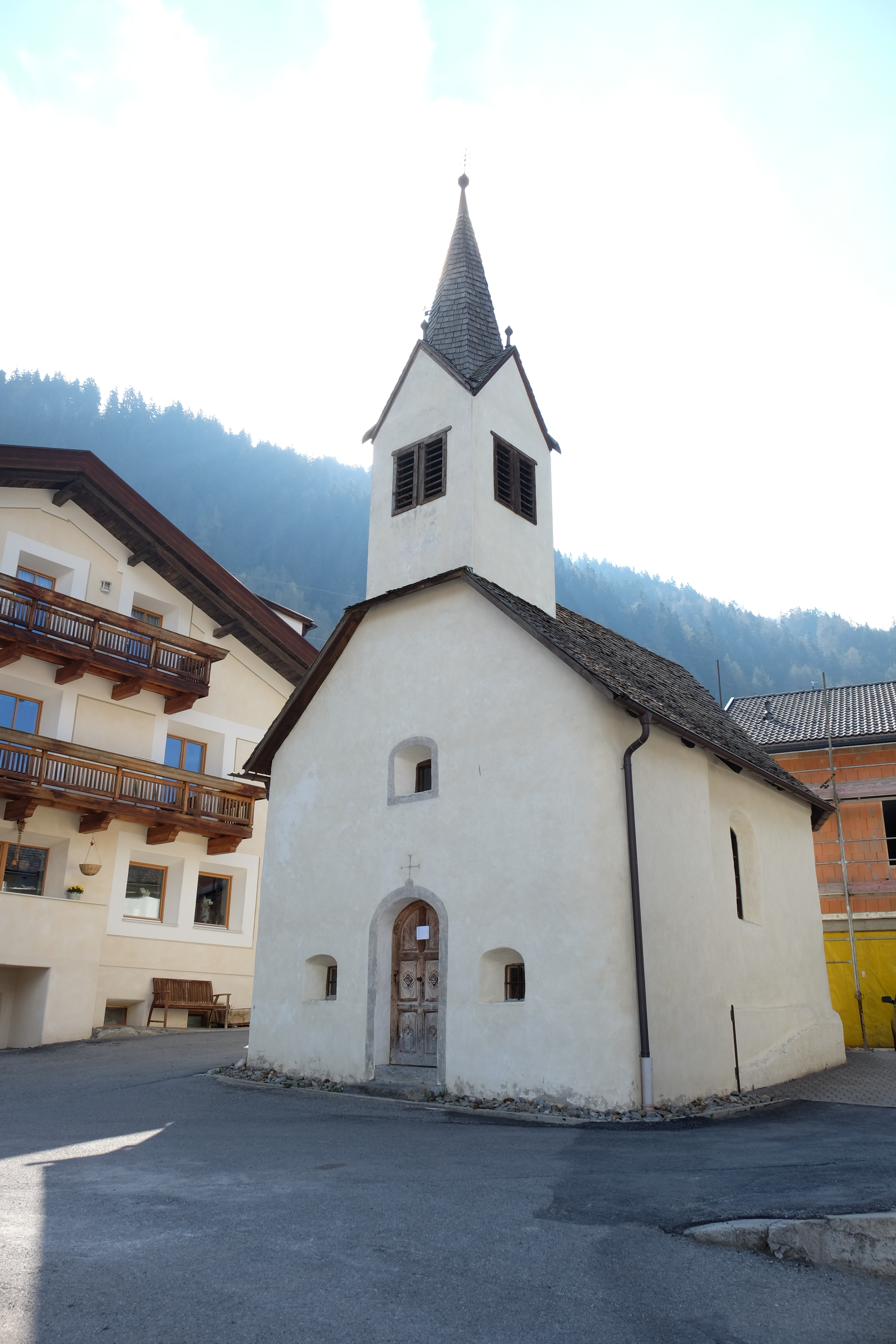
St. Josef

Dörfl (auch Muntaplayr; italienisch Monteplair) ist ein Haufendorf, das zur Fraktion St. Valentin auf der Haide in der Gemeinde Graun im Vinschgau in Südtirol gehört. Das kleine Dorf befindet sich im Vinschger Oberland, dem höchstgelegenen Abschnitt des Etschtals, am Fuße des Großhorns, welcher als St. Valentins Hausberg gilt.
Überlieferungen zufolge soll sich an diesem Ort der Via Claudia Augusta eine Pferdestation der Römer befunden haben. Dörfl hat heute noch das Flair eines Vinschger Bauerndorfes. Durch Ettore Tolomei wurde der ursprüngliche Ortsnamen Muntaplayr in das italienische Monteplair umgewandelt. Der Flurname Muntaplayr stammt aus dem Rätoromanischen, wie zahlreiche andere Flurnamen aus dem Obervinschgau.